# Chó chăn cừu Magellan
Chó cừu Magellan (Ovejero magallánico) là giống chó có nguồn gốc từ Chile. Nó được phát triển để dự phần vào hoạt động chăn cừu của vùng Magallanes y la Antártica Chilena ở phía nam Chile. Hiện nay, Câu lạc bộ Chăm sóc Chó của Chile (KCC) đang làm việc với các tổ chức giống quốc tế nhằm đạt được sự công nhận cho giống chó này.